# Good Resolutions
Pour les articles homonymes, voir A Friend in Need.
Pour plus de détails, voir Fiche technique et Distribution.
Good Resolutions est un film muet américain réalisé par William Duncan, sorti en 1914.

## Fiche technique
- Titre : Good Resolutions
- Réalisation : William Duncan
- Scénario : William Duncan
- Photographie :
- Producteur : William Selig
- Société de production : Selig Polyscope Company
- Société de distribution : General Film Company
- Langue : film muet avec les intertitres en anglais
- Format : Noir et blanc — 35 mm — 1,33:1 — Muet
- Métrage : 300 mètres (1 bobine)
- Genre : Film dramatique
- Durée : 10 minutes
- Dates de sortie : 
  - États-Unis : 1er janvier 1914

## Distribution
- William Duncan : Capt. Ellsmere
- Myrtle Stedman : Mary Loveridge
- Florence Dye : la serveuse
- Marshall Stedman : le contremaître du ranch